# 二広高速道路
二広高速道路（二連浩特-広州高速道路）（えこうこうそくどうろ、簡体字: 二广高速公路（二连浩特-广州高速公路））は、中華人民共和国の国家高速道路網を構成し、路線番号はG55である。エレンホト（二連浩特）市を起点とし、ウランチャブ市集寧区、大同市、朔州市、太原市、長治市、晋城市、洛陽市、平頂山市、南陽市、襄陽市、荊門市、荊州市、常徳市、婁底市、邵陽市、永州市、連州市を経由し、広東省広州市白雲区を終点とする全長2746kmである。

## 経路

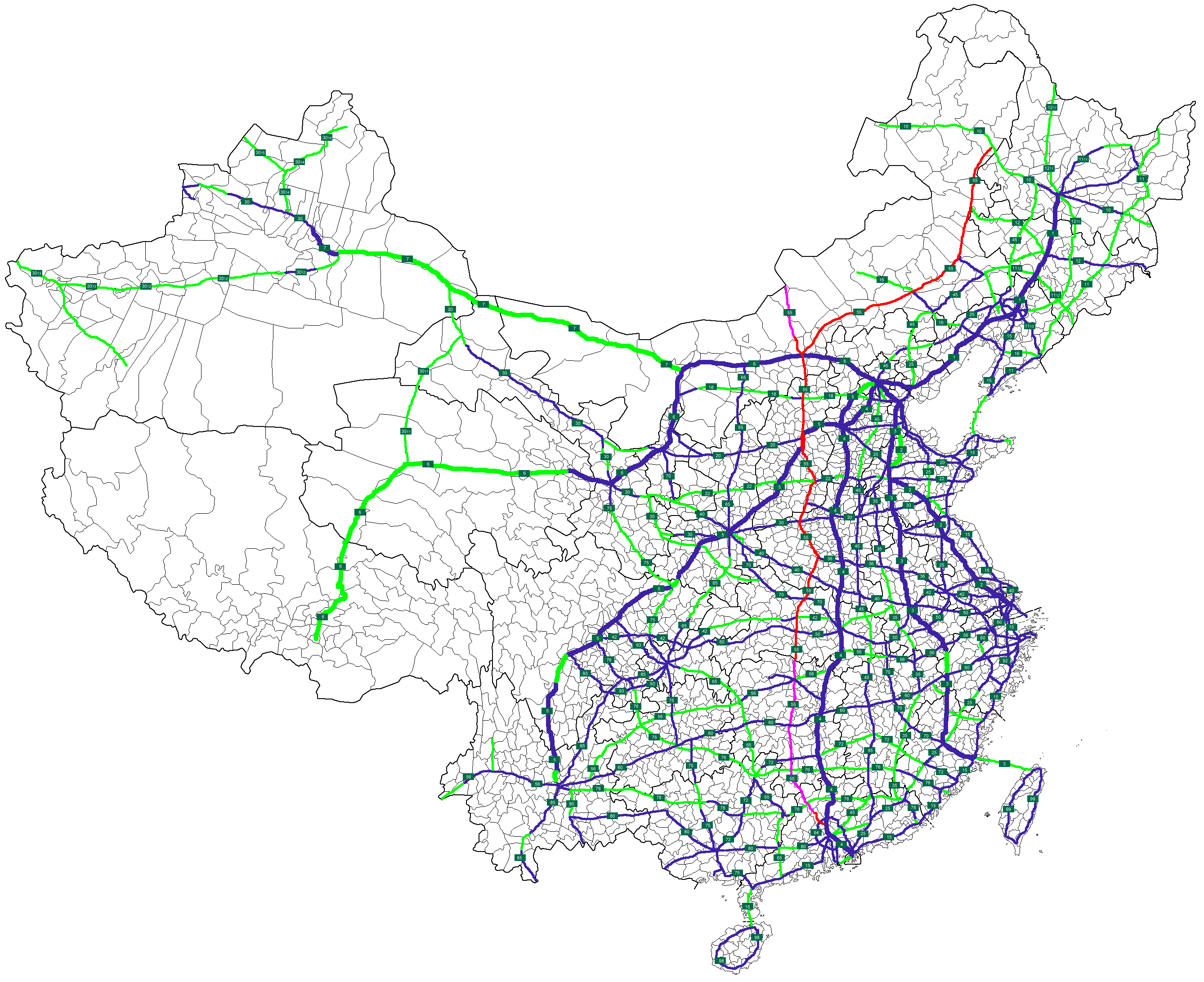
二広高速道路
その他の高速道路

広東の高速道路網中の二広高速の位置

- 内モンゴル自治区区間：全線開通済み(エレンホト-シリンゴル盟ソニド右翼後旗はG208国道等と共用)
- 山西省区間：全線開通済み。
- 河南省区間：全線開通済み。
- 湖北省区間：全線開通済み[2]。
- 湖南省区間：常徳市の澧県から東岳廟（中国語版）以外の区間は開通済み[3][4]。
- 広東省区間：全線開通済み。